# کریستوفر گست
کریستوفر گست (انگلیسی: Christopher Guest؛ زادهٔ ۵ فوریهٔ ۱۹۴۸) بازیگر، کارگردان، و سیاست‌مدار اهل ایالات متحده آمریکا است. وی از سال ۱۹۷۱ میلادی تاکنون مشغول فعالیت بوده‌است.
از فیلم‌ها یا برنامه‌های تلویزیونی که وی در آن نقش داشته‌است، می‌توان به الماس داغ، چند مرد خوب، اختراع دروغ، شب در موزه: نبرد اسمیتسونین، خانم هندرسون تقدیم می‌کند و فروشگاه کوچک ترسناک اشاره کرد.